# كلوتليد الجالسة فوق أريكة
كلوتيلد الجالسة فوقَ أريكة هو عنوان لوحة زيتيّة مرسومة على قُماش للرسام والفنّان الإسباني خواكين سورويا. تعودُ اللوحة لعام 1910 فيمَا تبلغُ أبعادها 180 × 110 سم. حاولَ خواكين في هذه اللوحة تجسيدَ صورة زوجتهِ كلوتيلد وهي جالسةٌ فوقَ أريكةٍ تُشاهد شيئًا ما.. تظهرُ المرأة في اللوحة بكاملِ زينتها وأناقتها كما تُحاول إبرازَ رقيّها مما يعكس الوضع الاجتماعي للسيدّة التي حقّق زوجها شهرة حينَها في عالم الرسم والتجسيد. كدليلٍ على هذا الوضع؛ ترتدي السيّدة فستانًا أبيضَ اللّونِ مع حذاء كعب عالي مع وجودِ كتاب فوقَ ركبتيهَا كما لو أنها قد توقفت أثناء القراءة. توجدُ هذه اللوحة في متحف سورويا في العاصمة الإسبانيّة مدريد.